# Kutry artyleryjskie projektu 58155

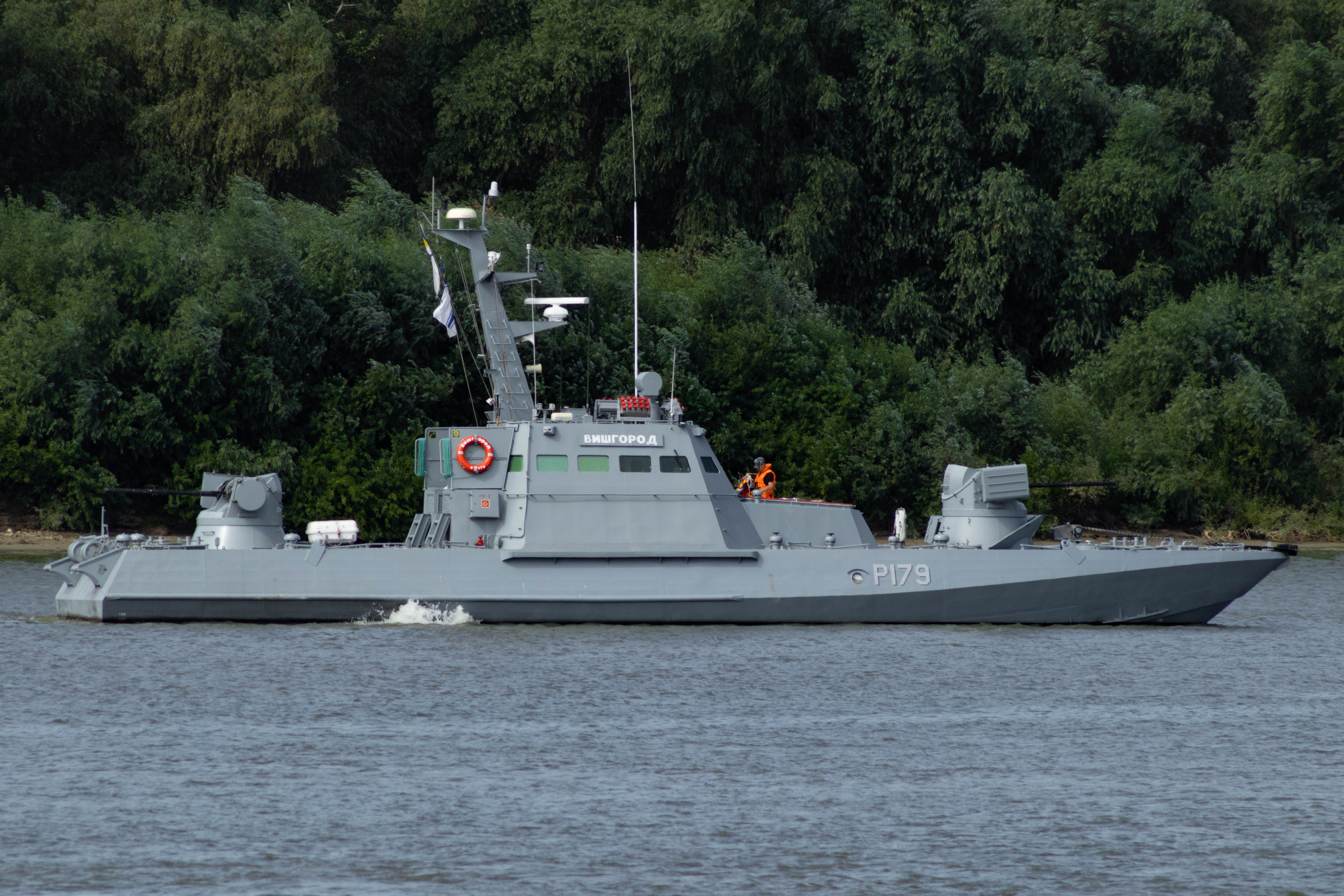
„Wyszhorod” (P179) w 2020 roku. Widoczne są systemy Katran-M

Kutry artyleryjskie projektu 58155, również kutry artyleryjskie typu Hiurza-M – seria ukraińskich kutrów artyleryjskich zbudowanych przez stocznię Kuznia na Rybalśkomu dla Marynarki Wojennej Ukrainy. Jednostki te stanowią rozwinięcie poprzedniego projektu 58150 Hiurza. Pierwszy okręt z serii wprowadzono do służby w 2016 roku.

## Historia
Okręty typu Hiurza-M stanowią rozwinięcie zbudowanych w 2004 roku dla Uzbekistanu udanych kutrów artyleryjskich typu Hiurza. Głównym przeznaczeniem jednostek tego typu jest pełnienie zadań patrolowych, wspierania działań Państwowej Służby Granicznej Ukrainy, ochrona portów morskich, udział w operacjach antypirackich oraz osłona operacji desantowych. Dzięki małemu zanurzeniu okręty te mogą operować na wodach przybrzeżnych, rzekach oraz także jeziorach. Jednostki mogą także stawiać miny morskie. Na bazie Hiurz-M zbudowano serię kutrów desantowo-szturmowych projektu 58503 Kientawr-LK będących odpowiednikiem rosyjskich jednostek typu Raptor.
| Nazwa               | Położenie stępki     | Wodowanie         | Wcielenie do służby | Uwagi                                                                                  |
| ------------------- | -------------------- | ----------------- | ------------------- | -------------------------------------------------------------------------------------- |
| „Akkerman” (P174)   | 25 października 2012 | 11 listopada 2015 | 6 grudnia 2016      | zdobyty przez Rosjan w czasie inwazji na Ukrainę w 2022 roku                           |
| „Berdianśk” (P175)  | 25 października 2012 | 11 listopada 2015 | 6 grudnia 2016      | w służbie                                                                              |
| „Nikopolʹ” (P176)   | 7 kwietnia 2016      | 20 czerwca 2017   | 1 lipca 2018        | w służbie                                                                              |
| „Kremenczuk” (P177) | 7 kwietnia 2016      | 30 czerwca 2017   | 1 lipca 2018        | zdobyty przez Rosjan w czasie inwazji na Ukrainę w 2022 roku                           |
| „Łubny” (P178)      | 7 kwietnia 2016      | 29 czerwca 2017   | 1 lipca 2018        | zatopiony przez Rosjan w czasie walk o Mariupol podczas inwazji na Ukrainę w 2022 roku |
| „Wyszhorod” (P179)  | 7 kwietnia 2016      | 24 czerwca 2017   | 1 lipca 2018        | zdobyty przez Rosjan w czasie inwazji na Ukrainę w 2022 roku                           |
| „Kostopilʹ” (P180)  | 2018                 | 3 kwietnia 2019   | 5 września 2019     | w służbie                                                                              |
| „Bucza” (P181)      | 8 lutego 2019        | 30 września 2021  | 26 maja 2023        | W służbie                                                                              |

## Konstrukcja
Okręty projektu 58155 to kutry artyleryjskie o długości całkowitej kadłuba wynoszącej 23,7 m oraz wyporności 54 ton. Zanurzenie jednostek to 1,06 m. Napęd stanowią dwa silniki wysokoprężne firmy Caterpillar C18. Każdy z silników napędza swoją linię wału napędowego, który zakończony jest pojedynczą czteropłatową śrubą napędową. Skonfigurowana w ten sposób siłownia pozwala osiągnąć maksymalną prędkość wynoszącą 25 węzłów i zasięg 900 Mm przy prędkości ekonomicznej 12 węzłów. Sterówka i siłownia osłonięte są płytami pancerza stalowego zapewniającymi ochronę przed odłamkami pocisków artyleryjskich i ostrzałem z broni małokalibrowej. Autonomiczność okrętów tego typu wynosi pięć dni. Załogę stanowi pięć osób.
Jednostki tego typu wyposażone są w radar nawigacyjny Delta-M, głowicę optoelektroniczną, system ostrzegający o opromieniowaniu przez wiązkę lasera i zintegrowany mostek nawigacyjny. Kierowanie ogniem odbywa się za pomocą systemu obserwacyjno-celowniczego Spis (oznaczenie eksportowe tego systemu to Sarmat-1/Sarmat-2 i zamontowany jest między innymi na polskim okręcie desantowym projektu NS-722 dla Jemenu). System ten przejmuje informacje o celu zdobyte przez radar Delta-M i automatycznie wypracowuje dane dla systemów artyleryjskich.
Uzbrojenie stanowią zdalnie sterowane stanowiska artyleryjskie Katran-M. Zestaw ten integruje morską odmianę wieży BM-3M Szturm z armatą automatyczną ZTM1 kal. 30 mm, granatnik automatyczny AGS-17 kal. 30 mm, karabin maszynowy kal. 7,62 mm oraz dwa naprowadzane laserowo pociski kierowane R-2 pochodzące z systemu Barier. Pociski te mogą zwalczać cele oddalone o 5000 metrów. Każdy okręt tego typu dysponuje dwoma takimi systemami wieżowymi – jednym na dziobie i drugim na rufie.